# Јакобини (Арад)
Јакобини (рум. Iacobini) насеље је у Румунији у округу Арад у општини Бразиј. Oпштина се налази на надморској висини од 208 m.

## Становништво
Према подацима из 2002. године у насељу је живело 235 становника, од којих су сви румунске националности.